# Beetle Crazy Cup
Beetle Crazy Cup (Beetle Buggin' en EUA) es un videojuego desarrollado por Xpiral e Infogrames para el año 2000 y que trata sobre carreras de coches volkswagen.

## Tipos de juego
Speed- Son carreras de coches en una pista de carreras con asfalto en una ciudad. Entre las clases de autos que podremos encontrar están los Beetles antiguos, algunos convertibles especiales y Rodbuster.
Cross- Son carreras de coches en pistas de arena, un poco difícil controlar el auto que
manejes. Las clases de autos son "The thing", "Bug" y "Baja" especiales para carreras a campo traviesa, similar a una carrera de RallyCross.
Buggy- Son carreras de coches playeros en una ciudad costera. Los autos: clase Surf, clase Manx y clase Tow`d
Monster- Es un desafío en el que conduces un Monster Truck Volskwagen en un estadio. Tienes que esquivar los obstáculos y dar tantas vueltas como te indique el juego antes de que se acabe el tiempo. Las clases son , Van Pickup, Karmann y Beetle.
Jump- Conduces un coche en una pista y al final de la pista hay una rampa, tendrás que activar tu "nitro" para saltar toda la distancia que el juego te indique. Las clases son Karmann, convertibles especiales y Beetle.
Bonus- Sólo disponible en el modo Beetle Challenge. Para desbloquear una competencia de este tipo necesitas superar determinada cantidad de niveles. Sus competencias son: Time attack- (Carrera de contratiempo), Van Race (Carrera de Furgonetas), Buggy vs Buggy (Duelo de dos coches Buggy) y Cross Trial (Contrarreloj Cross en una pista de Monster).
WBC-Solo disponible en el modo Beetle Challenge. Después de completar todos los niveles, este modo alberga una competencia de cada tipo en un nivel difícil.
Final Challenge-Solo disponible en el modo Beetle Challenge. Después de superar las pruebas WBC se alberga una competencia final en donde el piloto deberá usar todo lo aprendido para poder salir avante y coronarse como Campeón Maestro del Beetle Challenge

## Modos de juego
Championship- Torneo en el que tendrás que pasar por competencias Cross, Speed y Buggy. Hay 3 torneos disponibles.
Quick Race- Seleccionas la competencia que quieras aunque solo tienes 2 coches disponibles por cada competencia siendo estos de un nivel principiante(modo ideal para Niños).
Beetle Challenge- Este es un Modo de Aventura y carrera en el que seleccionas un tipo de competencia y tienes que pasar por cada nivel, al pasar de nivel ganas dinero, que te servirá para comprar nuevos coches que pueden ser más potentes, veloces o simplemente con un diseño distinto a tu elección. Los niveles son: Rookie(Principiante) (500$), Semi-pro(Amateur) (5.000$), Profesional, (15.000$) y Master(Maestro) (30.000$), superando todos los niveles y pruebas se accederá a la WBC.Donde deberás poner a prueba toda la habilidad adquirida al enfrentar un nivel de cada categoría con una dificultad máxima.superado esto llegaras al último desafío el cual se describe más abajo.
en este mismo modo se incluyen 4 competencias únicas denominadas pruebas de BONUS, que se iran desbloqueando cuanso se superen un cierto número de niveles, aquí hay 4 pruebas a superar las cuales consisten en 1 carrera de speed con un new beetle a Contrarreloj de 2 vueltas, una carrera de vans VW Tipo 1 en un circuito de playa, un duelo mano a mano con buggies a 2 vueltas,y un reto de cross en una pista de autos monstruo.
Después de superar las pruebas del WBC, aparece una carrera llamada "Final Challenge", que es una carrera de Speed en donde manejaras un New Beetle Azul contra otros similares al tuyo y algunos enfriados por aire en una pista de Speed que previamente se había corrido en dificultad principiante.siendo esta justa a 3 vueltas, finalmente Al ganar, habrás ganado el juego coronándote como un maestro de Beetle Challenge.
Split Screen y Red IPX-Modo en el cual 2 jugadores se pueden enfrentar en competencia de cualquier tipo así como un modo de red multijugador compatible solo con IPX, Para carreras en línea se usa un software de adaptación denominado DirectPlay

## Recepción
Beetle Crazy Cup recibió críticas "promedio" según el sitio web agregación de revisión GameRankings. Anthony Baize de AllGame llamó al juego "una joya para los fanáticos de las carreras y los aficionados de Volkswagen". Baize elogió los gráficos del juego y su música de surf, y escribió que el "mejor aspecto" eran los modos de evento. Tom Price de Computer Gaming World escribió que "es una réplica casi perfecta de la sensación única de poseer y conducir un Volkswagon [sic] más antiguo". Price notó los gráficos de "dibujos animados" de los vehículos, los efectos de sonido "metálicos" y escribió que "se manejan como basura, como un VW real", pero declaró que el juego "tiene un factor extraño y divertido" debido a sus diversos modos de juego y una línea diversa de vehículos Volkswagen aparte de Beetles.
Amer Ajami de GameSpot escribió que los diferentes modos de juego mantienen a Beetle Crazy Cup "fresco y agradable", pero criticó los eventos Jump y Monster por la dificultad relacionada con los controles. Ajami escribió que los vehículos "están modelados con una buena cantidad de detalles y están desollados usando tamaños de textura adecuados. Sin embargo, las pistas son algo carentes en comparación: las texturas utilizadas en la mayoría de los cursos están deslavadas y los árboles basados en sprites, las multitudes y otros objetos periféricos son típicos en todo el juego". Sin embargo, Ajami señaló que los gráficos del juego estaban "a la par con juegos de carreras similares".
Jeff Nash de The Electric Playground calificó los controles del juego como "sorprendentemente sólidos", pero criticó la pequeña cantidad de pistas ofrecidas en cada evento de carreras y sintió que el juego no ofrecía suficientes vehículos. Debido a los controles "lentos", Nash escribió que el evento Monster era "aburrido de jugar ya que el movimiento lento hace que sea muy difícil mantenerse interesado". Nash señaló que el modo Velocidad "es, con mucho, el más divertido" debido a su "buena selección de pistas con la cantidad justa de giros y vueltas", y afirmó que los eventos Buggy y Cross "son respetables, pero la pista poco imaginativa el diseño en estos modos hace que sus carreras se desgasten demasiado rápido". Nash escribió que las imágenes del juego "son muy nítidas, y los detalles alrededor de la pista están muy por encima del promedio. Sin embargo, los gráficos sufren en lo que respecta a los efectos. La reflexión, la iluminación y los efectos de humo son muy suaves, y a menudo parecen tener sido arrojado por el simple hecho de tenerlos allí". Nash elogió los efectos de sonido, pero escribió que la música "es tan abismal que podría llevar a casi cualquier persona al borde de la locura en muy poco tiempo".
Jim Preston de Daily Radar le dio al juego una calificación positiva de "Golpe", pero llamó al modo de evento Monstruo "el más débil de los cinco modos, ya que realmente no estábamos interesados en evitar conos o dominar la precisión conduciendo en un camión monstruo". Preston señaló que los gráficos "no están, sorprendentemente, bien. Los autos son brillantes y realistas, pero no hay modelado de daños, por lo que atropellar de frente en una barandilla no causará un rasguño. Y no busque ninguna formación de hielo. el pastel; no hay sombras en tiempo real, color de 32 bits o iluminación de colores aquí. Pero los efectos climáticos son bastante realistas, y los recorridos nocturnos a través de la oscuridad son bastante bonitos. Los fondos durante los modos Speed y Buggy son realistas y coloridos. , aunque no muy variado". Preston concluyó que "Beetle Crazy Cup" era un "pequeño juego sin pretensiones que no pretende ser más que un título de presupuesto".
Rich Rouse de IGN escribió que el juego tenía "posiblemente la introducción cómica más entretenida en la historia de los juegos de carreras para PC", y señaló el uso de las palabras "Beetle Racin'" varias veces en la secuencia de introducción, "como si significara que este era el título del juego cuando en realidad debería leer 'Beetle Crazy Cup'. Este pequeño dato presta a la hipótesis de que el título fue cambiado hacia el final de la producción y no hubo tiempo suficiente para alterar la introducción, o que esto fue simplemente un error evidente del equipo de garantía de calidad". Rouse llamó a los gráficos "extremadamente impresionantes", pero criticó la música: "Sonando como un cruce entre el país de la vieja escuela y una melodía de payaso de circo, la orquestación aquí es más que inquietante. Por el contrario, debe admitirse que estas melodías parecían extrañamente consistentes con la sensación general del juego".
Dave Kosak de GameSpy señaló los efectos de sonido "promedio" y la música "de primer nivel", y alabó la inteligencia artificial, pero criticó el juego por la falta de vehículos personalizables y opciones de multijugador, así como la ausencia de un editor de pistas y la imposibilidad de configurar pistas. Kosak notó la gran cantidad de pistas de carreras y modos de juego, y escribió que "el motor es rápido y suave, y la jugabilidad es genial. En ese sentido, el juego se parece mucho al auto que representa. No es lujoso, pero hace el trabajo y tiene toneladas de estilo y personalidad". Steve Bauman de Computer Games Strategy Plus escribió: "Un juego de carreras simple y divertido como Beetle Buggin' te divierte durante unos días, y después de ver todo lo que puedas mira, lo pondrás en el estante y ocasionalmente lo desempolvarás para divertirte un poco más. Tiene poco valor a largo plazo, pero ofrece muchas patadas a corto plazo". William Brown de The Daily Telegraph dijo que estaba decepcionado por Beetle Crazy Cup y sus controles "lentos" y difíciles, y escribió: "Nunca ha sido tan difícil la dirección en un juego que debería ser pura alegría de conducir. La nostalgia del flower power no redime lo que podría haber sido un clásico menor". Jim Preston de Next Generation lo llamó "Divertido y colorido. Es el tipo de juego que compraría tu madre".